# Chronic dev team
Chronic Dev Team 是一个从事 iOS Jailbreaking(越狱)的黑客团队。主要作品有 GreenPois0n.

## 成员
- - posixninja
- - chronic
- - pod2g
- - OPK
- - lilstevie
- - AriX
- - westbaer
- - ius
- - Jaywalker
- - NerveGas
- - DHowett

## GreenPois0n
这是一个很易于使用的越狱工具，只需连接设备到电脑（Windows、Mac、Linux都可），再按屏幕操作即可越狱成功。
供下载版本：RC6.1:适用于所有设备的iOS4.2.1越狱。RC4:适用于所有设备的iOS4.1越狱。

## Corona
这是适用于iPhone 3GS、iPhone 4、iPod touch第3、4代、iPad，iOS5.0.1的完美越狱工具。它可以在使用redsn0w半完美越狱过的设备上通过Cydia安装。

## Absinthe
这是适用于iPhone 4S，iOS5.0或5.0.1和iPad2，iOS5.0.1的越狱工具。支持Windows、Mac、Linux。
这是适用于全機型，iOS5.1.1的越狱工具。支持Windows、Mac、Linux。

## CDevReporter
这是一个帮助开发者开发越狱的工具。用户通过把设备中的错误报告发送给开发者来帮助开发者找到可能用于越狱的漏洞。

## 外部連結
- Chronic dev team 的部落格